# Franziska Sterrer
Franziska Sterrer (* 1998) je rakouská reprezentantka ve sportovním lezení. Juniorská mistryně Evropy a vítězka Evropského poháru juniorů v boulderingu.

## Výkony a ocenění
- 2016: nominace na prestižní mezinárodní závody Rock Master v italském Arcu
- 2017: na MSJ se dostala mezi šestici finalistek v kombinaci, vyhrála MEJ a EPJ v boulderingu

### Závodní výsledky
| Arco Rock Master | Arco Rock Master |
| Rok              | 2016             |
| ---------------- | ---------------- |
| Bouldering       | 7                |

| Světový pohár | Světový pohár | Světový pohár    | Světový pohár        |
| Rok           | 2015          | 2016             | 2017                 |
| ------------- | ------------- | ---------------- | -------------------- |
| Bouldering    | 53-55         | 33               | 29                   |
| jednotlivě*   | ,23-24,       | ,11,37-38,31-32, | ,12,31-32, 17,37-39, |

* poznámka: nalevo jsou poslední závody v roce, body do celkového umístění jsou jen z první třicítky v závodu
| Mistrovství Evropy | Mistrovství Evropy | Mistrovství Evropy |
| Rok                | 2015               | 2017               |
| ------------------ | ------------------ | ------------------ |
| Obtížnost          | —                  | 26                 |
| Rychlost           | —                  | 23                 |
| Bouldering         | 49-51              | 11                 |

| Mistrovství světa juniorů | Mistrovství světa juniorů | Mistrovství světa juniorů |
| Rok                       | 2016 juniorky             | 2017 juniorky             |
| ------------------------- | ------------------------- | ------------------------- |
| Obtížnost                 | 11                        | 12                        |
| Rychlost                  | 12                        | 23                        |
| Bouldering                | 3                         | 9                         |
| Kombinace*                | —                         | 4                         |

- v roce 2017 se na MSJ lezlo ještě navíc finále v kombinaci podle olympijského formátu (pořadí třech disciplín se násobilo)

| Mistrovství Evropy juniorů | Mistrovství Evropy juniorů | Mistrovství Evropy juniorů | Mistrovství Evropy juniorů | Mistrovství Evropy juniorů | Mistrovství Evropy juniorů | Mistrovství Evropy juniorů |
| Rok                        | 2012 kat. B                | 2013 kat. B                | 2014 kat. A                | 2015 kat. A                | 2016 juniorky              | 2017 juniorky              |
| -------------------------- | -------------------------- | -------------------------- | -------------------------- | -------------------------- | -------------------------- | -------------------------- |
| Obtížnost                  | 4                          | 8                          | 4                          | 6                          | 16                         | 26                         |
| Rychlost                   | —                          | —                          | —                          | —                          | 12                         | 24                         |
| Bouldering                 | —                          | 2                          | 1                          | 2                          | 7                          | 1                          |

| Evropský pohár juniorů | Evropský pohár juniorů | Evropský pohár juniorů | Evropský pohár juniorů | Evropský pohár juniorů | Evropský pohár juniorů | Evropský pohár juniorů |
| Rok                    | 2012 kat. B            | 2013 kat. B            | 2014 kat. A            | 2015 kat. A            | 2016 juniorky          | 2017 juniorky          |
| ---------------------- | ---------------------- | ---------------------- | ---------------------- | ---------------------- | ---------------------- | ---------------------- |
| Obtížnost              | x                      | x                      | x                      | x                      | x                      | x                      |
| jednotlivě* (x/x/x)    |                        |                        |                        |                        |                        |                        |
|                        |                        |                        |                        |                        |                        |                        |
| Bouldering             | 3                      | x                      | 1                      | 2                      | 2                      | 1                      |
| jednotlivě* (x/x/x)    |                        |                        |                        |                        |                        | ,,4,,9                 |

* poznámka: nalevo jsou poslední závody v roce